# 사키하리오촌
사키하리오촌(崎針尾村)은 나가사키현 히가시소노기군에 설치된 촌이다. 